# Театр Буф Парізьєн
Театр Буф-Парізьєн (фр. Théâtre des Bouffes-Parisiens) — музичний театр у Парижі, який 1855 року заснував французький композитор Жак Оффенбах для постановки музично-сценічних мініатюр і пантомім, а потім — виконання оперет.
До 1862 року Оффенбах був директором, композитором, режисером і диригентом цього театру.

## Історія
У 1855 році Оффенбах отримав ліцензію на відкриття в Парижі власного театру. Трупа театру вперше виступила на літній сцені 5 липня 1855 року в маленькому дерев'яному театрі на Єлисейських полях — цей день увійшов до історії як день народження оперети. 28 липня 1855 року було відкрито зимову сцену — у пасажі Шуазель, колишньому театрі Конта.
Першими постановками театру були актуальні для того часу пародійно-сатиричні музичні буфонади Оффенбаха «Двоє сліпих» і «Чарівна скрипка» (1855), які принесли театру широку популярність. У 1856 році Оффенбах поставив в театрі свої оперети «Ба-Та-Клан» («китайська музична дрібничка»), «Листоноша-заручник», «Нянька» тощо, у 1857 році — оперету «Крокефер, або Останній паладин». До 1858 року в театрі ставили переважно одноактові оперети, оскільки авторам, які писали для театру «Буф-Парізьєн», заборонялося виводити у своїх п'єсах більш як чотири персонажі.
У 1858 році заборону було знято і відбулися прем'єри багатоактових вистав з будь-якою кількістю персонажів. Спочатку була поставлена оперета «Орфей у пеклі» Оффенбаха: античний міф про Орфея став приводом для дотепної пародії на оперу традиційного типу й одночасно на суспільство Другої імперії. Оффенбах був чудовий театральний композитор — динамічний, життєрадісний, блискучий і елегантний. За загальним визнанням, саме він створив оперету як художнє ціле і визначив найважливіші ознаки жанру.
Потім було поставлено оперети «Жоржетта» Ґеварта, «Роланд в Ронсевальскій ущелині» Ерве тощо. У репертуарі театру перебували також опера «Директор театру» Моцарта, бурлетта «Синьйор Брускіно, або Випадковий син» Россіні, лірична комедія Адана «Ляльки Віолетти» та ін.